# ماثيو هيكي
ماثيو هيكي (بالإنجليزية: Matthew Hickey)‏ هو محامي ومغني أسترالي، ولد في 14 مايو 1975 في إبسوتش في المملكة المتحدة.